# Grand Bailliage de Hildesheim

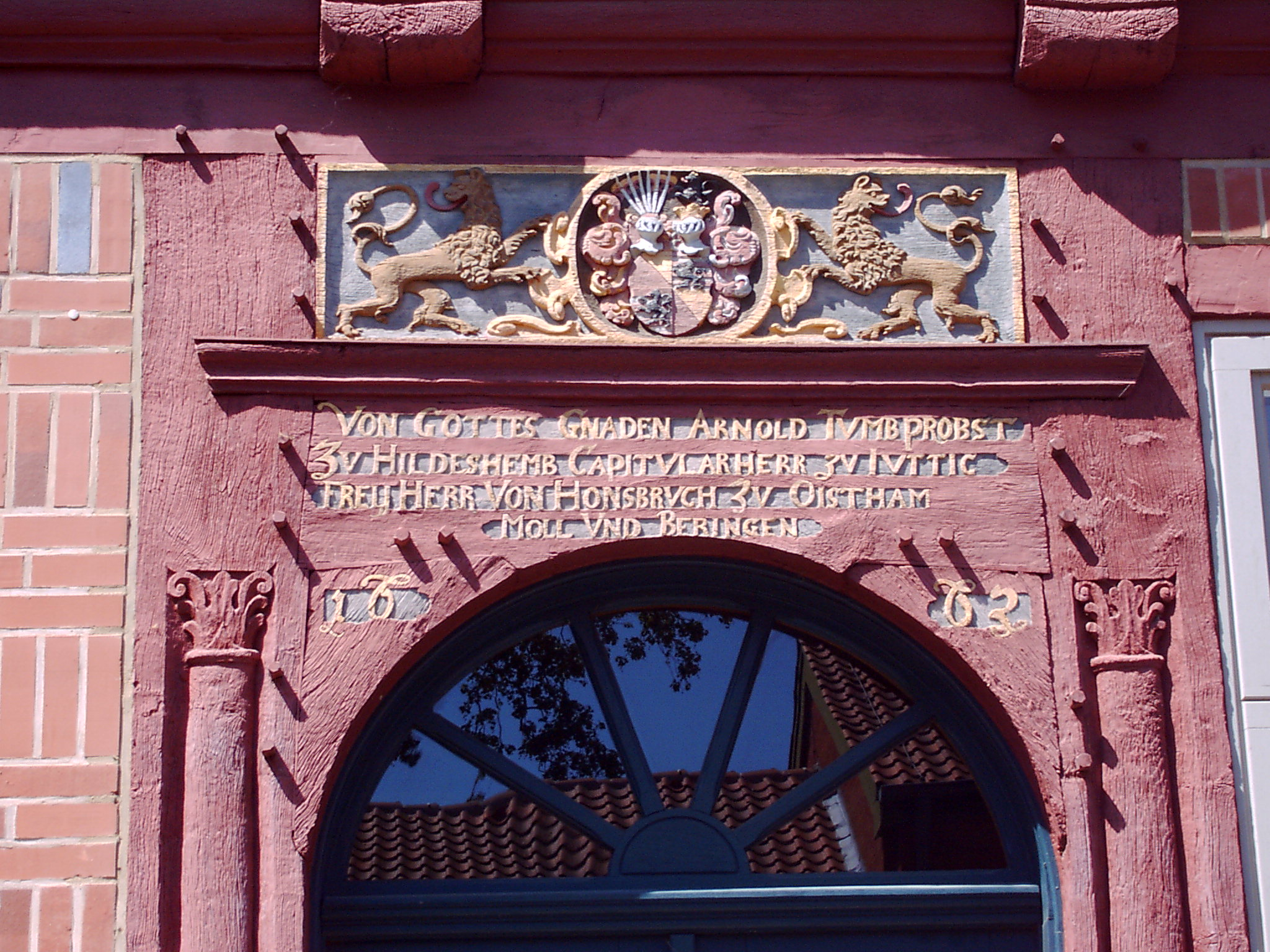
Armoiries et inscription du constructeur

Le Grand bailliage (en allemand, Großvogtei) est une maison à colombages située dans la ville de Hildesheim en Basse-Saxe (Allemagne).

## Histoire et description
Le bâtiment a été érigé en 1662 par le prévôt de la cathédrale de Hildesheim, Arnold Freiherr von Hoensbroich, comme siège officiel du grand bailli de la prévôté de la cathédrale de Hildesheim. Au-dessus de la porte se trouvent les armoiries du constructeur: avec la mention « par la grâce de Dieu » qu'on y lit également, le seigneur de la nouvelle ville et des deux villages se place à égalité avec les seigneurs de rang supérieur. Du côté faisant face au Kehrwiederwall, la maison utilise l'un des rares éléments conservés du mur d'enceinte de la ville de Neustadt comme mur. Le sous-sol est constitué de voûtes médiévales en berceau,.
Le bâtiment devint propriété de la ville en 1851 et fut vendu en 1871 à un maître charpentier nommé Temme. De 1979 à 1981, il a été entièrement rénové. Aujourd'hui, l'Institut d'État de Basse-Saxe pour le développement de la qualité scolaire y est basé.

## Source de traduction
- (de) Cet article est partiellement ou en totalité issu de l’article de Wikipédia en allemand intitulé « Großvogtei (Hildesheim) » (voir la liste des auteurs).